# Weishanit
Weishanit (Li & al., 1984), chemický vzorec (Ag,Au)3Hg2, je šesterečný minerál, přesněji se jedná o přírodní slitinu zlata a rtuti, označovanou jako zlatý amalgam. Původ jména byl odvozen podle místa nálezu Weishan v Číně.

## Vznik
Vzniká v silicifikovaných zónách stříbrem bohatých částí Au-Ag formace, v biotitických granulitech.

## Vlastnosti
- Fyzikální vlastnosti: Tvrdost 2,5, hustota 18,17 g·cm−3(vyp.), je kujný a tažný.
- Optické vlastnosti: Barva světle žlutá, stejně také vryp, slabý pleochroismus bireflexe, je anizotropní. Lesk kovový, průhlednost: opakní.
- Chemické vlastnosti: Obsah jednotlivých prvků – 47,90% Au, 43,36% Hg a nečistoty zde mohou dosahovat až 8,74% Ag, kde stříbro substituuje za zlato.

## Výskyt
- Čína – Poshan (TL) (oblast Tongbai, prov. Henan) [1].

## Parageneze
Vyskytuje se společně s ryzím zlatem, stříbrem, akantitem, pyritem, galenitem, sfaleritem, pyrhotinem a scheelitem.